# Triflumizol
Triflumizol ist eine chemische Verbindung aus der Gruppe der Imidazole.

## Gewinnung und Darstellung
Triflumizol kann durch Reaktion von Chloressigsäurechlorid, 4-Chlor-2-(trifluormethyl)anilin, Propanol, Phosgen und Imidazol gewonnen werden.

## Verwendung
Triflumizol wird als Fungizid verwendet, es wirkt durch Hemmung der C14-Demethylase in der Ergosterinsynthese. Der Wirkstoff wurde 1986 von Nippon Sōda eingeführt.

## Zulassung
Die EU-Kommission entschied 2008, Triflumizol wegen Bedenken hinsichtlich der Anwendersicherheit nicht in die Liste der erlaubten Pflanzenschutzmittel-Wirkstoffe aufzunehmen. Nach einem neuen Antrag wurde 2010 entschieden, Triflumizol für „Anwendungen als Fungizid auf künstlichen Substraten in Gewächshäusern“ zuzulassen, sofern beim Ausbringen zusätzliche Schutzkleidung getragen wird. In Deutschland, Schweiz und Österreich ist kein Pflanzenschutzmittel mit dem Wirkstoff Triflumizol zugelassen. Zulassungen gibt es in Belgien und den Niederlanden.